# Rock Against Bush
«Rock Against Bush» — проєкт, який змобілізував виконавців панк та альтернативної музики проти переобрання тодішнього президента США Джорджа Буша. В основі була ідея використання музики для створення антивоєнної атмосфери, на зразок тієї, що панувала в 60-70-х роках.

## Учасники
- NOFX
- Alkaline Trio
- Descendents
- Flogging Molly
- The Epoxies
- Rx Bandits
- The Offspring
- Rise Against
- Pennywise
- Anti-Flag
- The Lawrence Arms
- Dillinger Four
- Thought Riot
- Against Me!
- Ministry
- Green Day
- Sum 41
- The World/Inferno Friendship Society
- Autopilot Off
- No Doubt
- Useless ID

## Дискографія
| Title                     | Date           |
| ------------------------- | -------------- |
| Rock Against Bush, Vol. 1 | 20 квітня 2004 |
| Rock Against Bush, Vol. 2 | 10 серпня 2004 |